# Academia Militar Mcal. Francisco Solano López
La Academia Militar «Mcal. Francisco Solano López» es un instituto localizado en Capiatá, Paraguay encargado de formar oficiales para el Ejército Paraguayo, la Fuerza Aérea de Paraguay y la Armada Paraguaya. Sus egresados ingresan al Ejército, a la Fuerza Aérea y a la Armada en el grado de oficiales con el grado de subteniente y guardiamarina respectivamente.

## Historia

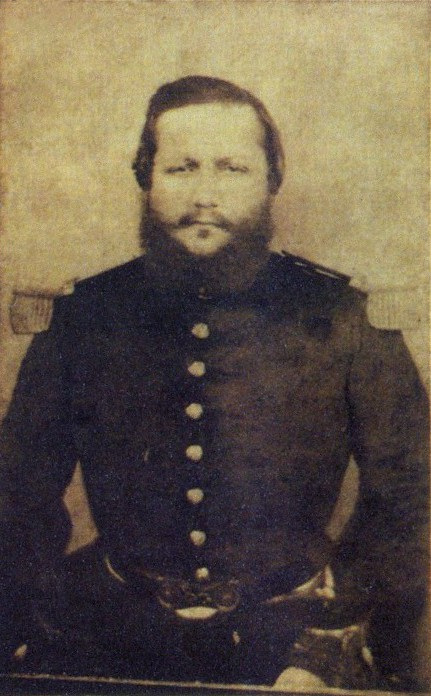
Retrato del Mcal. López

La Academia Militar «Mcal. Francisco Solano López» fue creada el 23 de junio de 1915 con la denominación de Escuela Militar. En 1932, con motivo de la guerra del Chaco, la Escuela Militar sirvió como base de la formación del Regimiento de Infantería N.º 6 Boquerón, recibiendo su bautismo de fuego y de sangre el 17 de septiembre del mismo año.
En 1948, la Escuela Militar pasó a denominarse Colegio Militar «Mcal. Francisco Solano López», año en que también el pabellón de guerra del colegio militar fue condecorado con la Cruz del Chaco, habiendo sido previamente condecorado con la Cruz del Defensor y la Medalla de Boquerón. Estas condecoraciones fueron entregadas por el entonces presidente de la República y general de Ejército, José Félix Estigarribia, en la ceremonia realizada con motivo de los festejos de la boda de plata del Colegio Militar.
Desde 1995, pasó a denominarse Academia Militar «Mcal. Francisco Solano López» y, por convenio con la Universidad Católica de Asunción, se homologan en sus aulas carreras universitarias, egresando de la misma oficiales profesionales de carrera del cuadro permanente, combatiente y de los servicios de las FF. AA. de la Nación.
Recientemente, en el año 2002, se autorizó el ingreso de mujeres como cadetes de la academia militar, a partir del año 2003, egresando la primera promoción de oficiales profesionales de carrera, del género femenino, en el año 2006.
Actualmente, los convenios existentes entre academias militares de países amigos y varias universidades del Paraguay posibilitan la capacitación de cadetes nacionales y extranjeros y la prosecución de carreras universitarias.